# Haszpra Ottó
Haszpra Ottó (Budapest, 1928. szeptember 11. – Budapest, 2012. április 18.) magyar hidrológus-mérnök, egyetemi tanár, a Magyar Tudományos Akadémia rendes tagja, eszperantista. Kutatási területe a műtárgy-hidraulika, a regionális és lokális szivárgások, valamint ezek környezeti hatásai és a hidrotermodinamika. Az első magyar–eszperantó szótár kisszótár megalkotója. 1987 és 1992 között a Budapesti Műszaki Egyetem Vízépítési és Vízgazdálkodási Intézete igazgatója.

## Életpályája
1948-ban kezdte meg egyetemi tanulmányait a Budapesti Műszaki Egyetem (BME) Építőmérnöki Karának vízépítés szakán, ahol 1952-ben szerzett mérnök diplomát. 1967-ben védte meg egyetemi doktori disszertációját.
Diplomájának megszerzése után az (előbb szegedi, majd szolnoki) Építőipari és Közlekedési Műszaki Egyetem matematika tanszékén kapott tanársegédi állást, 1952-től adjunktusként és nomográfiai kutatóként dolgozott. 1956-ban a VITUKI (ma: Környezetvédelmi és Vízgazdálkodási Kutatóintézet) tudományos munkatársa lett. 1979-ig dolgozott ott, kezdetben tudományos munkatársként, illetve főmunkatársként. 1975-ben főosztályvezetői, 1976-ban tudományos igazgatóhelyettesi kinevezést kapott. Ebben az időszakban hidraulikai modellkísérleteket végzett a kiskörei, a bős–nagymarosi vízlépcsőnél, illetve külföldi vízépítési létesítményeknél.
1964 és 1967 között a BME vízépítési tanszékének adjunktusa, majd 1968 és 1969 között Iowában vendégkutató volt. 1970 és 1980 között előadott a budapesti UNESCO–VITUKI posztgraduális hidrológiai továbbképző tanfolyamán. 1979-ben a BME vízépítési tanszékének egyetemi tanárává nevezték ki (ekkor távozott igazgatóhelyettesi tisztségéből), majd 1988-ban a tanszék mellett működő Vízgazdálkodási és Vízépítési Intézet igazgatója, 1989-ben a tanszék vezetője lett. Az intézetet 1992-ig, a tanszéket 1994-ig vezette. 1996-ban nyugdíjas kutatóprofesszori megbízást kapott, 1998-ban pedig emeritálták.
1966-ban védte meg a műszaki tudományok kandidátusi, 1973-ban akadémiai doktori értekezését. 1970-ben a Magyar Tudományos Akadémia (MTA) Vízgazdálkodás-tudományi Bizottságának titkára, később elnöke lett. A bizottságot 1991-ig vezette. 1998-ban megválasztották az MTA levelező, 2004-ben rendes tagjává. 1983 és 1995 között a Tudományos Minősítő Bizottság tagja volt, 1994-ben pedig az Országos Akkreditációs Bizottság szakbizottságának tagja lett. Ezenkívül 1980-ban a Tudományok Nemzetközi Akadémiája is tagjai közé választotta. 1979-ben lett az ENSZ hidromechanikai szakértője. 1990 és 2002 között két nemzetközi tudományos társaság, az IAHR (International Association of Hydraulic Engineering and Research) és az ICOLD magyar nemzeti bizottságának elnöke volt. 1976 és 1990 között a Magyar Hidrológiai Társaság elnökségi tagja volt. A Scienca Revuo című tudományos szakfolyóirat szerkesztőbizottságába is bekerült.
Műszaki tudományos tevékenysége mellett az eszperantó nyelvvel kapcsolatos munkássága is jelentős. Több magyar eszperantista társaság vezetője, ezen kívül 1986 és 1989 között az Eszperantó Világszövetség elnökségi tagja volt. 2000-ben az Internacia Scienca Asocio Esperantista (ISAE) alelnökévé választották. Az Eszperantó Akadémia tagja.

## Munkássága
Kutatási területe a műtárgy-hidraulika, a lokális és regionális szivárgások és környezeti hatásaik, a hidroelasztikai rezgések és a hidrotermodinamika.
Jelentős eredményei közé tartozik a kvadratikus (négyszögletű) vízhozam-egyenletű bukó alakjának meghatározása, az energiaveszteség nélküli vízhozammérő felületi mérőfejének kidolgozása, a vízépítési műtárgytípusok és folyami nagyműtárgyak hidraulikai kialakítása. Emellett fejlesztette a szivárgó vízmozgás elektromos analógiás, numerikus és hibrid módszereit. Modellezte a rugalmas vízépítési szerkezetek vízrugalmassági viselkedésének fizikáját. Foglalkozott még olyan hidrotermodinamikai feladatok megoldásával, amelyek az artézi kutakkal és termáltavakkal kapcsolatosak.
Eszperantista kutatásai a nyelv hidraulikai-vízépítési szótárának fejlesztésével, az eszperantó természettudományos és műszaki alkalmazásainak történetével, illetve az eszperantó nyelv fonéma- és betűstatisztikájával kapcsolatosak. A 2000-es évektől az eszperantó mint közös nyelv használhatóságának és alkalmazásának problémáival foglalkozik.
Nyolcvan tudományos publikáció szerzője vagy társszerzője, ebből számos könyv az eszperantó nyelvvel foglalkozik. Munkáit magyar, angol, eszperantó nyelven adja közre, de jelent meg publikációja kínai és koreai nyelven is.

## Díjai, elismerései
- Eötvös Loránd-díj (1978)
- Pro Esperanto (1990)
- Szent-Györgyi Albert-díj (1993)
- eurómérnök (1994)

## Főbb publikációi
- A mellékáramkörű vízmennyiségmérés elmélete és alkalmazásai (1959)
- A törtalapú átmenet (1961, 1962)
- Nomogramok (1962)
- Flow Measurement in Pipes and Small Channels without Energy Loss (1965)
- River and Ice (szerk., 1974)
- Az Iszháki Főcsatorna vízkivételi művének kismintavizsgálata (1977)
- Geodéziai szakszótár I–IV. (társszerző, 1978–81)
- Modelling Hydroelastic Vibrations (1978–80)
- A dunakiliti duzzasztómű és a szigetközi talajvíz (1983)
- Hidraulika (1987, 1999)
- Szivattyúk légbeszívása mint folyadékmechanikai törvények illusztrációja (1989)
- A hidroelasztikai hasonlóság kritériumai (1991, kínaiul is)
- Physical Modelling (1994)
- Magyar–eszperantó kéziszótár (társszerk., 1996)
- Eszperantó kezdőknek és haladóknak (2000)
- Néhány hidraulikai probléma a vízépítésben (2000)
- A dunakiliti fenékgát (társszerző, 2002)